# 朱隆·苏玛拉
朱隆·苏玛拉（1950年7月9日—），柬埔寨救国党前主席桑兰西之妻，柬埔寨华人后代，涅·朱隆亲王之女，曾任柬埔寨救国党金边区议员。

## 外部連結
- ជូឡុង សូមួរ៉ា | ? នរណាខ្លះនៅកម្ពុជា ? （页面存档备份，存于）